# Weems (Virginie)
Weems est une census-designated place située dans le comté de Lancaster, dans l’État de Virginie, aux États-Unis. Lors du recensement de 2020, elle comptait 184 habitants.